# エンゲルベルト・フンパーディンク
エンゲルベルト・フンパーディンク（Engelbert Humperdinck, 1854年9月1日 - 1921年9月27日）はドイツの作曲家。

## 生涯
1854年、ラインラントのジークブルクに生まれる。1872年にケルン音楽院に入学してフェルディナント・ヒラーに師事。1876年に奨学金を得てミュンヘンに行き、フランツ・パウル・ラハナーと、後にヨーゼフ・ラインベルガーに師事。1879年にベルリンよりメンデルスゾーン基金を得てイタリアに行き、ナポリでリヒャルト・ワーグナーの信頼を得る。ワーグナーに招かれてバイロイトに行き、1880年から1881年の間《パルジファル》の上演を輔佐する。
再び学資金を得て、イタリアからフランス、スペインを旅行し、2年間バルセロナのリセウ高等音楽院で教鞭を執った。1887年にケルンに戻り、1890年にフランクフルト・ホーホ音楽院の教授に就任、シュトックハウゼン声楽塾の和声法の教師も務める。この頃までに、フンパーディンクの合唱曲や管弦楽曲が流行り出す。1900年にベルリンに行き、マイスターシューレの作曲教授に任命される。

## 作品
今日では《ヘンゼルとグレーテル Hänsel und Gretel 》のみが有名だが、この他にも《いばら姫 Dornröschen 》や《王子王女 Königskinder 》、《いやいやながらの結婚 Die Heirat wider Willen 》などのメルヘン・オペラを作曲している。《王子王女》においてはシュプレッヒゲザングが利用され、アルノルト・シェーンベルクに先鞭をつけている。
- オペラ
  - 『ヘンゼルとグレーテル』三幕（1893年初演）
1893年12月23日、リヒャルト・シュトラウス指揮によりヴァイマルで初演された。こんにちでも上演される、唯一のメルヘンオペラでもあり、その宗教的な内容からクリスマスの時期に上演される。
  - 『いばら姫』（1902年初演）
  - 『いやいやながらの結婚』（1905年初演）
  - 『王子王女』（メロドラマ版は1897年、オペラ版は1910年に初演）
  - 『ガウディアムス』（1919年初演）

- 編曲・校訂作品
  - 交響曲ハ長調（ワーグナー）
  - 『神々の黄昏』より「ジークフリートのラインへの旅」（ワーグナー）